# Amtsgericht Nidda

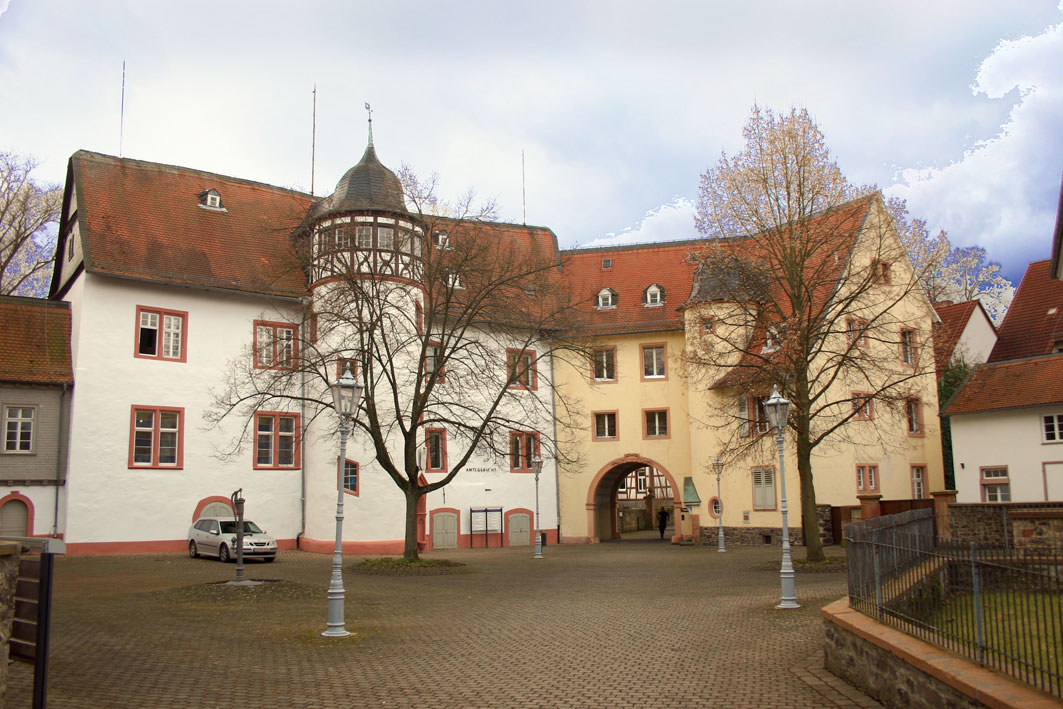
Innenhof des Schlosses in Nidda, bis Ende 2011 Sitz des Amtsgerichts

Das Amtsgericht Nidda war von 1879 bis 2011 ein Amtsgericht im hessischen Nidda.

## Geschichte

### Gründung
Am 1. Oktober 1879 wurde das Amtsgericht Nidda gegründet. Anlass war das Gerichtsverfassungsgesetz von 1877, das die Gerichtsverfassung im Deutschen Reich vereinheitlichte und nun auch im Großherzogtum Hessen umgesetzt wurde. Funktional ersetzte es das gleichzeitig aufgelöste Landgericht Nidda. Das neue Amtsgericht wurde dem Bezirk des ebenfalls neu errichteten Landgerichts Gießen zugeordnet.

### Weitere Entwicklung
Am 1. Juli 1912 erweiterte sich der Amtsgerichtsbezirk um die bis dahin zum Amtsgericht Ortenberg zählende Gemeinde Ranstadt.
Bei der Auflösung des Amtsgerichts Hungen zum 1. Juni 1934 vergrößerte sich der Sprengel des Amtsgerichts Nidda um eine Reihe von Gemeinden (siehe Übersicht).
Am 1. April 1964 kam noch Nieder-Mockstadt vom Amtsgericht Ortenberg dazu. Am 1. Juli 1968 vergrößerte sich der Sprengel des Niddaer Gerichts erneut. Anlass war vor allem, dass das Amtsgericht Schotten aufgelöst wurde (siehe Übersicht).
Im Zuge der Gebietsreform in Hessen wurden am 12. April 1972 der nach Nidda eingemeindete Ortsteil Schwickartshausen vom Amtsgericht Büdingen und der nach Hungen eingemeindete Ortsteil Nonnenroth vom Amtsgericht Gießen übernommen, gleichzeitig der nach Wölfersheim eingemeindete Ortsteil Berstadt sowie nach Florstadt eingemeindete Ortsteile an das Amtsgericht Friedberg (Hessen) abgegeben. Zum 11. August 1972 wurde darüber hinaus das nach Hirzenhain eingemeindete Dorf Glashütten dem Amtsgericht Büdingen zugeteilt, zum 14. Oktober 1972 das ebenfalls nach Florstadt eingemeindete Nieder-Mockstadt abgegeben und abschließend zum 1. Juli 1973 das nach Ranstadt eingemeindete Bellmuth vom Amtsgericht Büdingen übernommen. Gleichzeitig wurden aber die nach Reichelsheim (Wetterau) eingemeindeten Ortsteile Blofeld und Heuchelheim an das Friedberger Amtsgericht abgegeben.

### Ende
Am 1. Januar 2012 wurde das Amtsgericht Nidda gemäß Beschluss des hessischen Landtags aufgelöst. Dabei wurde die Stadt Hungen dem Amtsgericht Gießen, die restlichen Gemeinden dem Amtsgericht Büdingen zugeteilt.

## Zuständigkeit

### Sachliche Zuständigkeit
Das Amtsgericht Nidda war sachlich zuständig für Zivil- und Strafsachen.
Das für den Amtsgerichtsbezirk Nidda zuständige Insolvenzgericht, sowie die Handels-, Genossenschafts- und Vereinsregister befanden sich beim Amtsgericht Friedberg (Hessen), das zuständige Familiengericht beim Amtsgericht Büdingen.

### Örtliche Zuständigkeit
Der Gerichtsbezirk des Amtsgerichts Nidda umfasste nach der Gebietsreform die Städte und Gemeinden Echzell, Hungen, Nidda, Ranstadt und Schotten.
| Gemeinde          | Herkunft                       | Zugang | Abgang | Nach                           |
| ----------------- | ------------------------------ | ------ | ------ | ------------------------------ |
| Salzhausen        | Landgericht Nidda              | 1879   | 2012   | Amtsgericht Büdingen           |
| Bellersheim       | Amtsgericht Hungen             | 1934   | 2012   | Amtsgericht Gießen             |
| Bellmuth          | Amtsgericht Büdingen           | 1973   | 2012   | Amtsgericht Büdingen           |
| Berstadt          | Amtsgericht Friedberg (Hessen) | 1968   | 1972   | Amtsgericht Friedberg (Hessen) |
| Betzenrod         | Amtsgericht Schotten           | 1968   | 2012   | Amtsgericht Büdingen           |
| Bingenheim        | Landgericht Nidda              | 1879   | 2012   | Amtsgericht Büdingen           |
| Bisses            | Landgericht Nidda              | 1879   | 2012   | Amtsgericht Büdingen           |
| Blofeld           | Landgericht Nidda              | 1879   | 1973   | Amtsgericht Friedberg (Hessen) |
| Borsdorf          | Landgericht Nidda              | 1879   | 2012   | Amtsgericht Büdingen           |
| Breungeshain      | Amtsgericht Schotten           | 1968   | 2012   | Amtsgericht Büdingen           |
| Burkhards         | Amtsgericht Schotten           | 1968   | 2012   | Amtsgericht Büdingen           |
| Busenborn         | Amtsgericht Schotten           | 1968   | 2012   | Amtsgericht Büdingen           |
| Dauernheim        | Landgericht Nidda              | 1879   | 2012   | Amtsgericht Büdingen           |
| Echzell           | Landgericht Nidda              | 1879   | 2012   | Amtsgericht Büdingen           |
| Eichelsdorf       | Landgericht Nidda              | 1879   | 2012   | Amtsgericht Büdingen           |
| Eichelsachsen     | Amtsgericht Schotten           | 1968   | 2012   | Amtsgericht Büdingen           |
| Einartshausen     | Amtsgericht Schotten           | 1968   | 2012   | Amtsgericht Büdingen           |
| Eschenrod         | Amtsgericht Schotten           | 1968   | 2012   | Amtsgericht Büdingen           |
| Fauerbach         | Landgericht Nidda              | 1879   | 2012   | Amtsgericht Büdingen           |
| Geiß-Nidda        | Landgericht Nidda              | 1879   | 2012   | Amtsgericht Büdingen           |
| Gettenau          | Landgericht Nidda              | 1879   | 2012   | Amtsgericht Büdingen           |
| Glashütten        | Landgericht Nidda              | 1879   | 2012   | Amtsgericht Büdingen           |
| Götzen            | Amtsgericht Schotten           | 1968   | 2012   | Amtsgericht Büdingen           |
| Grund-Schwalheim  | Landgericht Nidda              | 1879   | 2012   | Amtsgericht Büdingen           |
| Heuchelheim       | Landgericht Nidda              | 1879   | 1973   | Amtsgericht Friedberg (Hessen) |
| Hungen            | Amtsgericht Hungen             | 1934   | 2012   | Amtsgericht Gießen             |
| Inheiden          | Amtsgericht Hungen             | 1934   | 2012   | Amtsgericht Gießen             |
| Kaulstoß          | Amtsgericht Schotten           | 1968   | 2012   | Amtsgericht Büdingen           |
| Kohden            | Landgericht Nidda              | 1879   | 2012   | Amtsgericht Büdingen           |
| Langd             | Amtsgericht Hungen             | 1934   | 2012   | Amtsgericht Gießen             |
| Leidhecken        | Amtsgericht Friedberg (Hessen) | 1968   | 1972   | Amtsgericht Friedberg (Hessen) |
| Michelbach        | Amtsgericht Schotten           | 1968   | 2012   | Amtsgericht Büdingen           |
| Michelnau         | Landgericht Nidda              | 1879   | 2012   | Amtsgericht Büdingen           |
| Nieder-Mockstadt  | Amtsgericht Ortenberg          | 1964   | 1972   | Amtsgericht Friedberg (Hessen) |
| Nonnenroth        | Amtsgericht Gießen             | 1972   | 2012   | Amtsgericht Gießen             |
| Obbornhofen       | Amtsgericht Hungen             | 1934   | 2012   | Amtsgericht Gießen             |
| Ober-Lais         | Landgericht Nidda              | 1879   | 2012   | Amtsgericht Büdingen           |
| Ober-Mockstadt    | Landgericht Nidda              | 1853   | 2012   | Amtsgericht Büdingen           |
| Ober-Schmitten    | Landgericht Nidda              | 1879   | 2012   | Amtsgericht Büdingen           |
| Ober-Widdersheim  | Landgericht Nidda              | 1879   | 2012   | Amtsgericht Büdingen           |
| Rabertshausen     | Landgericht Nidda              | 1879   | 2012   | Amtsgericht Gießen             |
| Rainrod           | Amtsgericht Schotten           | 1968   | 2012   | Amtsgericht Büdingen           |
| Ranstadt          | Amtsgericht Ortenberg          | 1912   | 2012   | Amtsgericht Büdingen           |
| Rodheim           | Amtsgericht Hungen             | 1934   | 2012   | Amtsgericht Gießen             |
| Rudingshain       | Amtsgericht Schotten           | 1968   | 2012   | Amtsgericht Büdingen           |
| Schotten          | Amtsgericht Schotten           | 1968   | 2012   | Amtsgericht Büdingen           |
| Schwickartshausen | Amtsgericht Büdingen           | 1972   | 2012   | Amtsgericht Büdingen           |
| Sichenhausen      | Amtsgericht Schotten           | 1968   | 2012   | Amtsgericht Büdingen           |
| Steinheim         | Amtsgericht Hungen             | 1934   | 2012   | Amtsgericht Gießen             |
| Stornfels         | Amtsgericht Schotten           | 1968   | 2012   | Amtsgericht Büdingen           |
| Trais-Horloff     | Amtsgericht Hungen             | 1934   | 2012   | Amtsgericht Gießen             |
| Ulfa              | Amtsgericht Schotten           | 1968   | 2012   | Amtsgericht Büdingen           |
| Unter-Schmitten   | Landgericht Nidda              | 1879   | 2012   | Amtsgericht Büdingen           |
| Unter-Widdersheim | Landgericht Nidda              | 1879   | 2012   | Amtsgericht Büdingen           |
| Utphe             | Amtsgericht Hungen             | 1934   | 2012   | Amtsgericht Gießen             |
| Wallernhausen     | Landgericht Nidda              | 1879   | 2012   | Amtsgericht Büdingen           |
| Wingershausen     | Amtsgericht Schotten           | 1968   | 2012   | Amtsgericht Büdingen           |

## Gerichtsgebäude
Das Dienstgebäude des Amtsgerichts befand sich im Schloss Nidda.